# Yulara

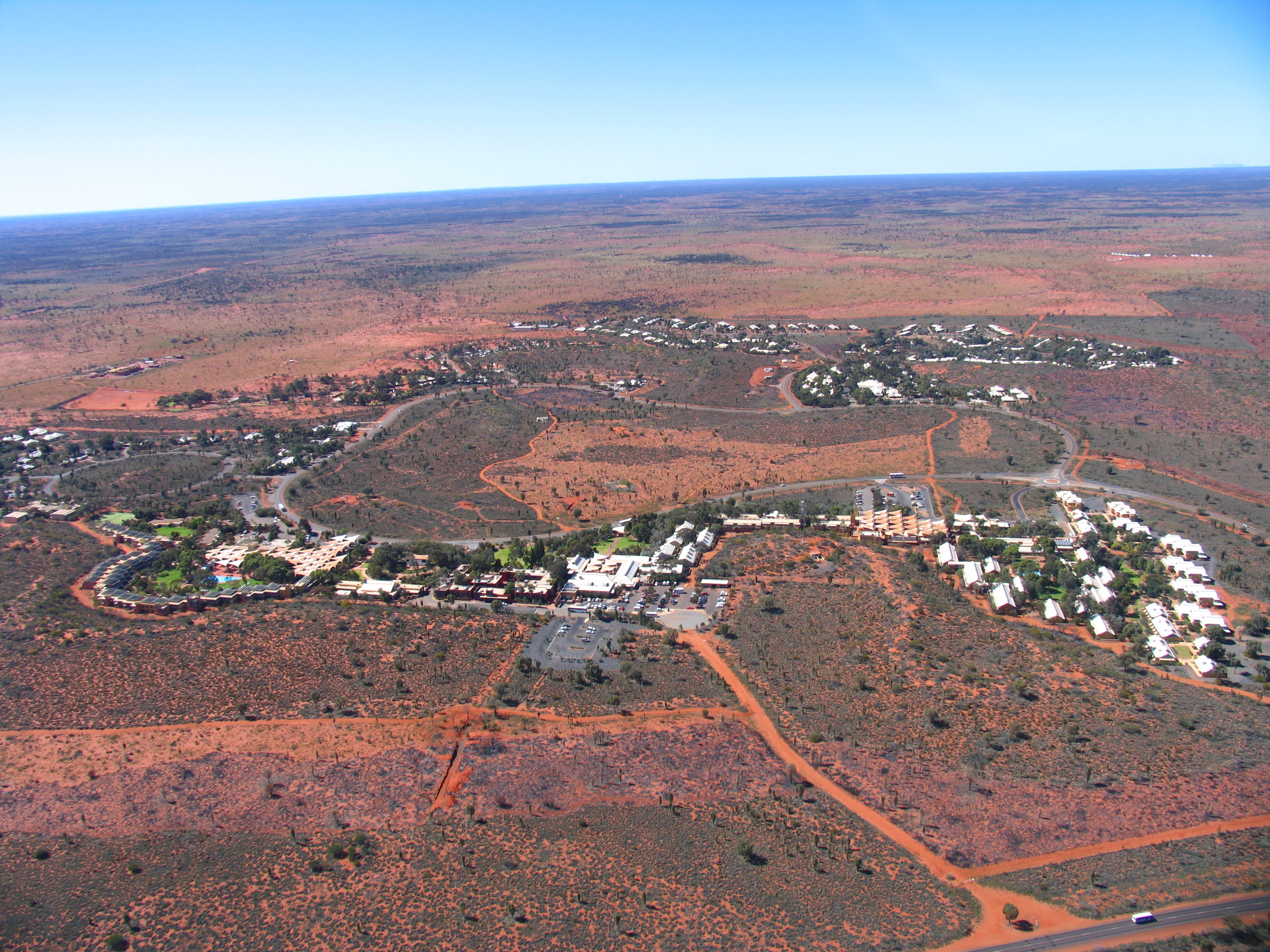
Yulara sett från en helikopter

Yulara är en isolerad ort i Northern Territory, Australien. Enligt 2006 års folkräkning hade orten 1 606 invånare.  Orten ligger cirka 18 kilometer ifrån världsarvet Uluru (Ayers Rock) och 55 kilometer från Kata Tjuta.